# Praha-Jinonice
Praha-Jinonice egy csehországi vasútállomás, Prágában.

## Megközelítés helyi közlekedéssel
- Metró:  B
- Busz:  137, 149, 904, 908
- Vonat:   S65

## Vasútvonalak
Az állomást az alábbi vasútvonalak érintik:
- Prága–Hostivice–Rudná u Prahy-vasútvonal

## Szomszédos állomások
A vasútállomáshoz az alábbi állomások vannak a legközelebb:
- Praha-Žvahov
- Praha-Cibulka